# Francesco Bonifacio
Francesco Giovanni Bonifacio (Pirano, 7 de septiembre de 1912 – Grisignana, 11 de septiembre de 1946) fue un sacerdote italiano asesinado in odium fidei en 1946. Mártir del régimen de Tito en Yugoslavia y beatificado en Trieste, el 4 de octubre del 2008, por la Iglesia Católica.